# Hardfile
Gli hardfile sono file di enormi dimensioni che vengono visti dal sistema ospite come dischi rigidi emulati o singole partizioni virtuali.
Essi emulano in tutto e per tutto le caratteristiche e la struttura del file system di una partizione (ad esempio in formato PC-Windows o Macintosh o Amiga). Gli hardfile si comportano come un qualsiasi disco rigido propriamente detto, ma sono per le loro intrinseche caratteristiche più lenti. Infatti il sistema operativo ospite deve prima accedere al suo file system proprietario, leggere ed aprire l'hardfile che è spesso realmente di enormi dimensioni, interpretare i dati in esso contenuti (file) per mezzo di un programma di emulazione o tramite lo stesso driver dell'hardfile, e solo alla fine di tutto questo processo li renderà disponibil all'utente.
Un tipico esempio di hardfile è quello usato dal programma UAE, che emula appunto un computer di classe Amiga 500. UAE permette di usare sia gli hardfile, sia di collegare al computer un disco rigido formattato Amiga.